# Taruik Babau
Der Taruik Babau (kurz Babau) ist ein Berg in Osttimor mit einer Höhe von 237 m. Er liegt im Nordwesten der Aldeia Lotan (Sucos Batugade). Östlich befinden sich die Berge  Taruik Webau (203 m) und Taruik Aimaten (157 m), südlich der Taruik Manehat (495 m).